# Zniknięcie pana Davenheima
Zniknięcie pana Davenheima (ang. The Disappearance of Mr. Davenheim) – opowiadanie Agathy Christie pochodzące z tomu Poirot prowadzi śledztwo. Występują w nim detektyw Herkules Poirot, jego przyjaciel Arthur Hastings oraz inspektor Japp.
Pewnego popołudnia pan Davenheim, znany londyński bankier, wychodzi z domu i przepada bez wieści. Poirot zakłada się z inspektorem Jappem o 5 funtów, że w ciągu tygodnia rozwiąże zagadkę jego zniknięcia, nie opuszczając przez ten czas swojego mieszkania. Informacje i zeznania ma mu dostarczać Japp.
Ekranizacja (1990), w roli Poirota David Suchet.